# Zanny Begg
Zanny Begg (Melbourne, 1972) es una artista y cineasta australiana. Trabaja entre el documental y la ficción utilizando formas experimentales de narración para explorar historias ocultas y controvertidas. Begg ha participado en numerosas exposiciones en todo el mundo, como la Bienal de Estambul (2010), la Bienal de Taipei (2008), la Bienal de Sharjah (2011), The National New Australian Art (2017) o la Bienal de Venecia (2024). Su obra trata sobre temas de género, feminismo, migración, justicia espacial, resistencia o responsabilidad ecológica.

## Biografía
Begg nació en Melbourne, Australia. Es doctora en teoría del arte y ha impartido clases y conferencias sobre prácticas artísticas socialmente comprometidas en la Universidad de Nueva Gales del Sur y la Universidad de Sídney.
Ha formado parte del Consejo Asesor de Artistas del Museo de Arte Contemporáneo, ha sido mentora de Accessible Arts y ha participado en el Consejo de Administración del Centro de Escritores de la Costa Sur.

## Selección de obras
The Beehive, explora la desaparición en 1975 de Juanita Nielsen, presuntamente asesinada por oponerse a la urbanización de Victoria Street, Kings Cross. Más de doce mujeres interpretan a Nielsen, cada una aportando sus propias experiencias de aburguesamiento al papel. The Beehive se rodó parcialmente en la antigua casa de Nielsen. Combina secuencias de ficción con material documental, incluida una entrevista con David Farrell, el amante de Nielsen en el momento de su desaparición. Esta obra se estrenó en el ACMI en 2018 y formó parte del Festival de Sídney de 2019. Fue ganadora de la primera comisión cinematográfica de ACMI y Artbank.
The City of Ladies, codirigida con Elise MacLeod, se rodó en París en 2016 y se estrenó en el Museo de Arte Contemporáneo de Sídney (2017). Esta obra hace una referencia libre al libro homónimo de Christine de Pizan, escrito en París en 1402, que se considera uno de los primeros textos feministas. The City of Ladies está dirigida por un algoritmo con más de 300 000 posibles combinaciones de historias, cada una de las cuales explora diferentes aspectos del feminismo. La película incluye entrevistas con Silvia Federici y Hélène Cixous y cuenta con un tema del grupo Mere Women.
Stories of Kannagi fue creada en colaboración con Jiva Parthipan en 2019, responsable cultural de STARTTS, reimaginando la historia de 2000 años de antigüedad de Kannagi, la diosa de la justicia. Kannagi es el personaje central de la epopeya tamil Silapathikaram, que incendia el reino cuando su marido es acusado injustamente de un crimen y ejecutado por el rey. La película incluye entrevistas con tres escritores tamiles de Sri Lanka afincados en Australia, Niromi de Soyza, Shankari Chandaran y Srisha Sritharan, y ganó la residencia artística establecida para el 66º Blake Prize Established Artist Residency.
Otros de sus trabajos son How to Blow Up a Bubble that Won't Burst (2015), la historia de la estancia del arquitecto italiano Dante Bini en Sídney en la década de 1970, y 1001 Nights in Fairfield, que se realizó con refugiados iraquíes en el oeste de Sídney y se proyectó en el Festival Internacional de Cine de Melbourne en 2016.
Tres de las obras cinematográficas de Begg, The Beehive, The City of Ladies y Stories of Kannagi, recorrieron Australia en 2021-2022 en una exposición itinerante organizada por Museum and Galleries NSW y UNSW Galleries titulada: These Stories will be Different.
Durante la 60.ª Bienal de Venecia de 2024, su trabajo fue exhibido junto a otros 56 artistas en la obra colectiva Disobedience Archive.

## Premios
En 2016 ganó el Incinerator Art Award, Art for Social Change por su película 1001 Nights in Fairfield. En 2018 fue la ganadora de la comisión cinematográfica inaugural de ACMI y Artbank por su película The Beehive. En 2021 fue la ganadora del 66º Blake Prize Established Artist Residency por Stories of Kannagi.